# 天廣直人
天廣直人（12月8日—）是日本神奈川縣出身的插畫家。
在1996年的月刊Afternoon四季獎的春季競賽中獲得準入選，並以插畫家的身份正式出道。

## 主要作品
- 妹妹公主（文：公野櫻子）
- 美少女夢工場4
- World's end（日语：World's end）（插畫、角色設計，原作：玉井☆豪）
- レンテンローズ
- 初戀魔法電擊（插畫）
- 夜は子猫で忙しい
- 迷糊小天使（漫畫，全二冊）
- 羊くんならキスしてあげる☆（文：野村美月）

## 外部連結
Cielo 天廣直人個人網站